# Legend of a Band
Legend of a Band è un video del gruppo rock The Moody Blues, del 1990.

## Tracce DVD
1. (Logo & Title) 0:31
2. Brumbeat Segment 1:49
3. Your Wildest Dreams 4:18
4. Interview 4:49
5. Nights in White Satin 4:09
6. Interview 2:08
7. Tuesday Afternoon (Forever Afternoon) 2:07
8. Interview 5:07
9. Ride My See-Saw 1:23
10. Interview 5:45
11. I'm Just a Singer (In a Rock & Roll Band) 3:48
12. Interview 2:03
13. Steppin' in a Slide Zone 2:46
14. Interview 1:38
15. Gemini Dream 2:48
16. Interview 0:22
17. Interview 1:00
18. The Voice 4:06
19. Interview 1:07
20. The Other Side of Life 4:05
21. Interview 0:59
22. Question 4:24
23. Interview 1:21
24. No More Lies 3:59
25. Interview 1:44
26. The Story in Your Eyes 1:48
27. Interview 3:14
28. I Know You're Out There Somewhere 4:11
29. Vintage Wine 2:15

## Formazione
- Denny Laine: Chitarra/Voce
- Clint Warwick: Basso
- Justin Hayward: Chitarra/Voce
- John Lodge: Basso/Voce
- Michael Pinder: Tastiera/Voce
- Patrick Moraz: Tastiera
- Ray Thomas: Flauto/Voce
- Graeme Edge: Batteria